# 1075 Helina
1075 Helina este un asteroid din centura principală, descoperit pe 29 septembrie 1926, de Grigori Neuimin.